# Курт (фильм)
«Курт» (англ. Kurt) — экспериментальный короткометражный фильм режиссёра Адарши Бенджамин, премьера которого состоялась 6 декабря 2012 года на художественной выставке Art Basel в Майами. Картина является «абстрактным изображением мифа и личности покойного Курта Кобейна». По признаю режиссёра, версия, показанная в Майами, не окончательна.

## В ролях
| Актёр            | Роль                          |
| ---------------- | ----------------------------- |
| Адарша Бенджамин | Курт Кобейн (один из образов) |
| Алекс Левин      | Курт Кобейн (один из образов) |
| Эрика Клевенджер | Курт Кобейн (один из образов) |
| Генри Хоппер     | Курт Кобейн (один из образов) |
| Нина Лджети      | Крист Новоселич               |
| Брендан Бауэрс   | Дэйв Грол                     |
| Авалона Эйнсли   |                               |
| Кларк Филлипс    |                               |

## Съёмки
Фильм снимался на цветную 16-мм киноплёнку. Съёмки проходили в Сиэтле, Бруклине, Лос-Анджелесе, Олимпии и Абердине. Некоторые сцены были сняты в нью-йоркском клубе «Shea Stadium», включая исполнение актёрами композиции Кобейна «Sliver», и разбитие электрооргана персонажем Генри Хоппера.